# Lanarce
 Lanarce  là một xã ở tỉnh Ardèche, vùng Auvergne-Rhône-Alpes ở đông nam nước Pháp.